# NGC 7016
NGC 7016 (również PGC 66136) – galaktyka eliptyczna (E), znajdująca się w gwiazdozbiorze Koziorożca. Odkrył ją Francis Leavenworth 8 lipca 1885 roku. Jest najjaśniejszą galaktyką w gromadzie galaktyk Abell 3744.